# Атитлан
Атитлан (Podilymbus gigas) е изчезнал вид птица от семейство Podicipedidae.
Включен е в приложение I на CITES и Приложение А на Регламент (ЕО) № 338/97.

## Разпространение и местообитание
Видът е бил ендемичен за Гватемала. Срещал се е на височина около 1700 m.
Обявен е за изчезнал през 1990 г.